# 在大阪オランダ総領事館
在大阪オランダ総領事館（オランダ語: Consulaat-generaal van Nederland in Osaka、英語: Consulate-General of the Netherlands in Osaka）は、オランダが日本の大阪府大阪市に設置している総領事館である。かつて兵庫県神戸市に設置されていたため、在大阪・神戸オランダ総領事館（オランダ語: Consulaat-generaal van Nederland in Osaka-Kobe、英語: Consulate-General of the Netherlands in Osaka-Kobe）と呼ばれることもある。
1995年、在神戸オランダ総領事館（オランダ語: Consulaat-generaal van Nederland in Kobe、英語: Consulate-General of the Netherlands in Kobe）に代わって在大阪オランダ総領事館が発足した。

## 所在地
2016年11月より、下記の住所で運営されている。旧住所は「大阪府大阪市中央区城見二丁目1-61 トゥイン21MIDタワー33階」であった。
| 日本語           | 〒541-0041 大阪市中央区北浜1丁目1番14号 北浜一丁目平和ビル8階B室             |
| オランダ語・英語 | Kitahama 1-Chome Heiwa Building 8B, Kitahama 1-1-14, Chuo-ku, Osaka 541-0041 |

## 総領事
| 代 | 氏名（日本語）               | 氏名（オランダ語）  | 着任      | 退任      | 備考                                       |
| -- | ---------------------------- | ------------------- | --------- | --------- | ------------------------------------------ |
|    | ウィットカム某               | Witkam              |           | 1995年    | 最後の神戸総領事                           |
|    | ヤン・デ・フリース           | Jan de Vries        |           | 2005年    | [ 9 ]                                      |
|    | ディルク・ヤン・コップ       | Dirk Jan Kop        | 2005年    | 2009年    | カザフスタン駐箚大使、北マケドニア駐箚大使 |
|    | マルガリータ・マリア・ボット | Margarita Maria Bot | 2009年    | 2012年    | [ 11 ]                                     |
|    | ローデリック・ウォルス       | Roderick Wols       | 2012年8月 | 2017年7月 | 関西領事団長                               |
|    | ヘラルド・テオ・ミヘルス     | Gerard Theo Michels | 2017年8月 | 2021年    | [ 13 ]                                     |
|    | マーク・ヨハン・カウパース   | Marc Johan Kuipers  | 2021年8月 | （現職）  | [ 14 ] [ 15 ]                              |

## 管轄区域
中部（山梨、新潟、長野、静岡を除く）、近畿、中国、四国、九州、沖縄

## ギャラリー

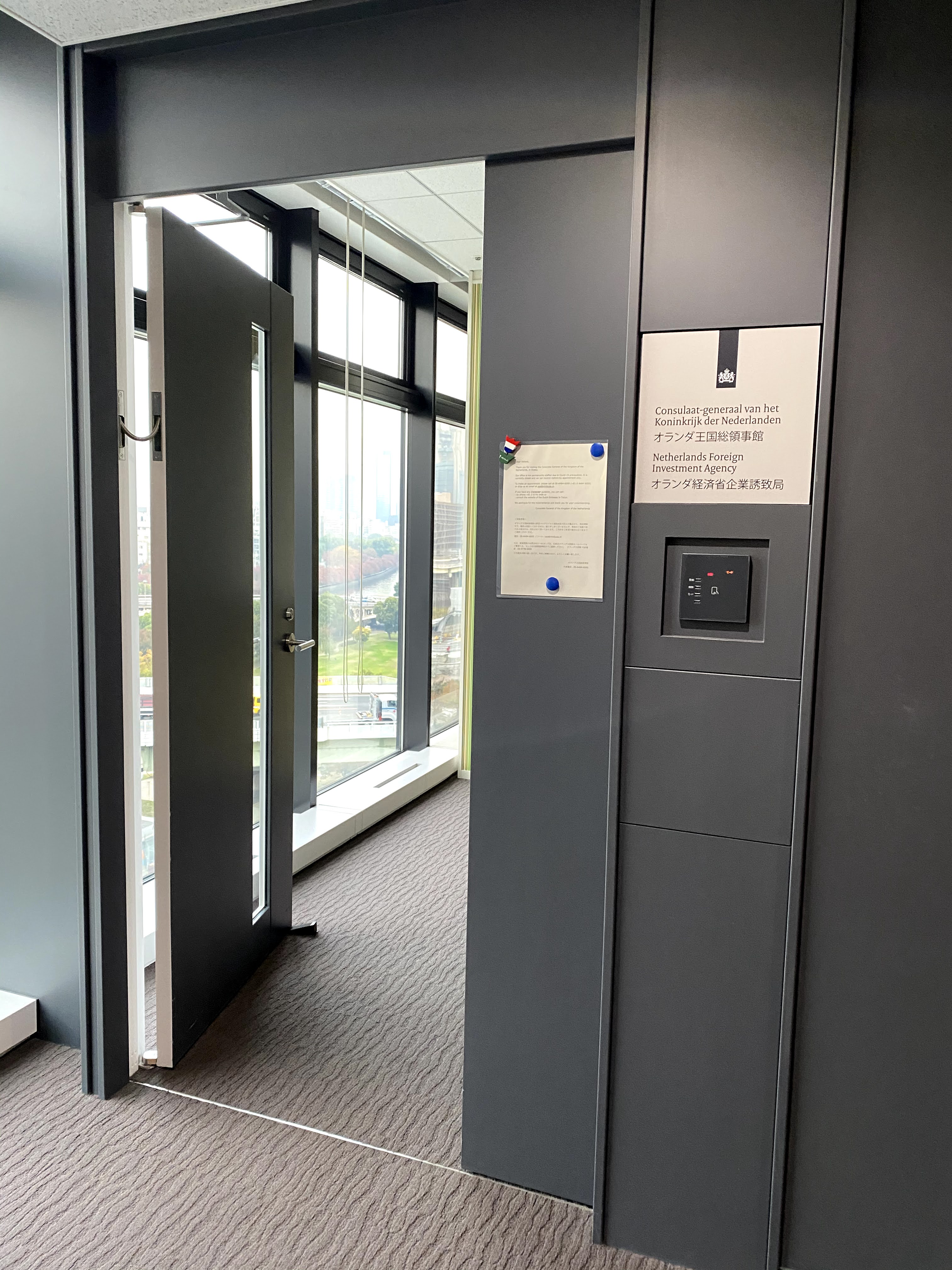
在大阪オランダ総領事館入口
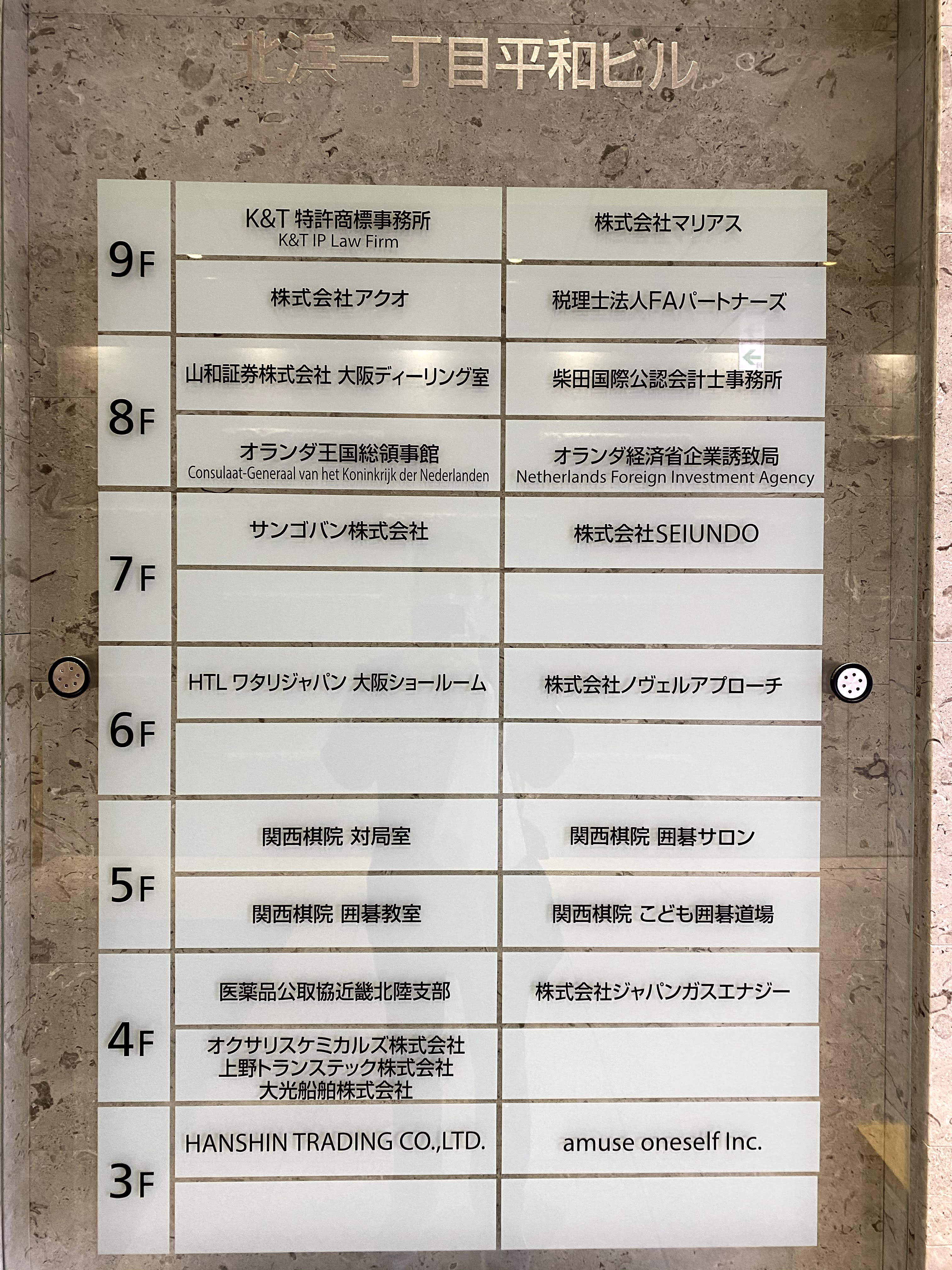
在大阪オランダ総領事館は8F